# Dzierzba śródziemnomorska
Dzierzba śródziemnomorska (Lanius meridionalis) – gatunek średniej wielkości ptaka z rodziny dzierzb (Laniidae), zamieszkujący Półwysep Iberyjski i południową Francję. Narażony na wyginięcie.

## Taksonomia
L. meridionalis do połowy lat dziewięćdziesiątych traktowany był jako gatunek konspecyficzny z L. excubitor, ale następnie oba gatunki zostały rozdzielone, przy założeniu, że do L. meridionalis należały populacje i taksony z jego południowego zasięgu (a niektóre ze wschodu); autorzy Handbook of the Birds of the World oraz Międzynarodowy Komitet Ornitologiczny zaliczali wówczas do L. meridionalis 11 podgatunków. Ostatnie analizy filogenetyczne wykazały, że L. meridionalis jest bliżej spokrewniony z L. borealis, co sugeruje, że takson ten powinien być traktowany jako gatunek izolowany i monotypowy. Wydzielone z L. meridionalis podgatunki włączono z powrotem do L. excubitor.

## Zasięg występowania
Dzierzba śródziemnomorska występuje na Półwyspie Iberyjskim i w południowej Francji.
Niektóre źródła podawały, że dzierzba śródziemnomorska zalatuje do Polski, jednak było to w czasach, gdy takson ten był klasyfikowany w dużo szerszym ujęciu systematycznym niż obecnie. Dzierzby śródziemnomorskiej nie ma na Liście awifauny krajowej Komisji Faunistycznej Sekcji Ornitologicznej Polskiego Towarzystwa Zoologicznego, nie była też wymieniana w rozporządzeniach Ministra Środowiska w sprawie ochrony gatunkowej zwierząt.

## Morfologia
RozmiaryDługość ciała 24–25 cm; masa ciała 48–93 g (przeważnie 50–70 g).
Cechy gatunkuDzierzba śródziemnomorska przypomina srokosza, jednak jest mniejsza od niego. Wierzch głowy, kark, grzbiet, kuper i barki popielate, ogon i skrzydła oraz pas przez oko (maska) czarny. Od srokosza różni się ogólnie ciemniejszym ubarwieniem, a także nieco szerszą i dłuższą czarną maską. Spód ciała jasny. Ogon wąsko biało obrzeżony, białe lusterko na lotkach pierwszorzędowych.

## Ekologia i zachowanie

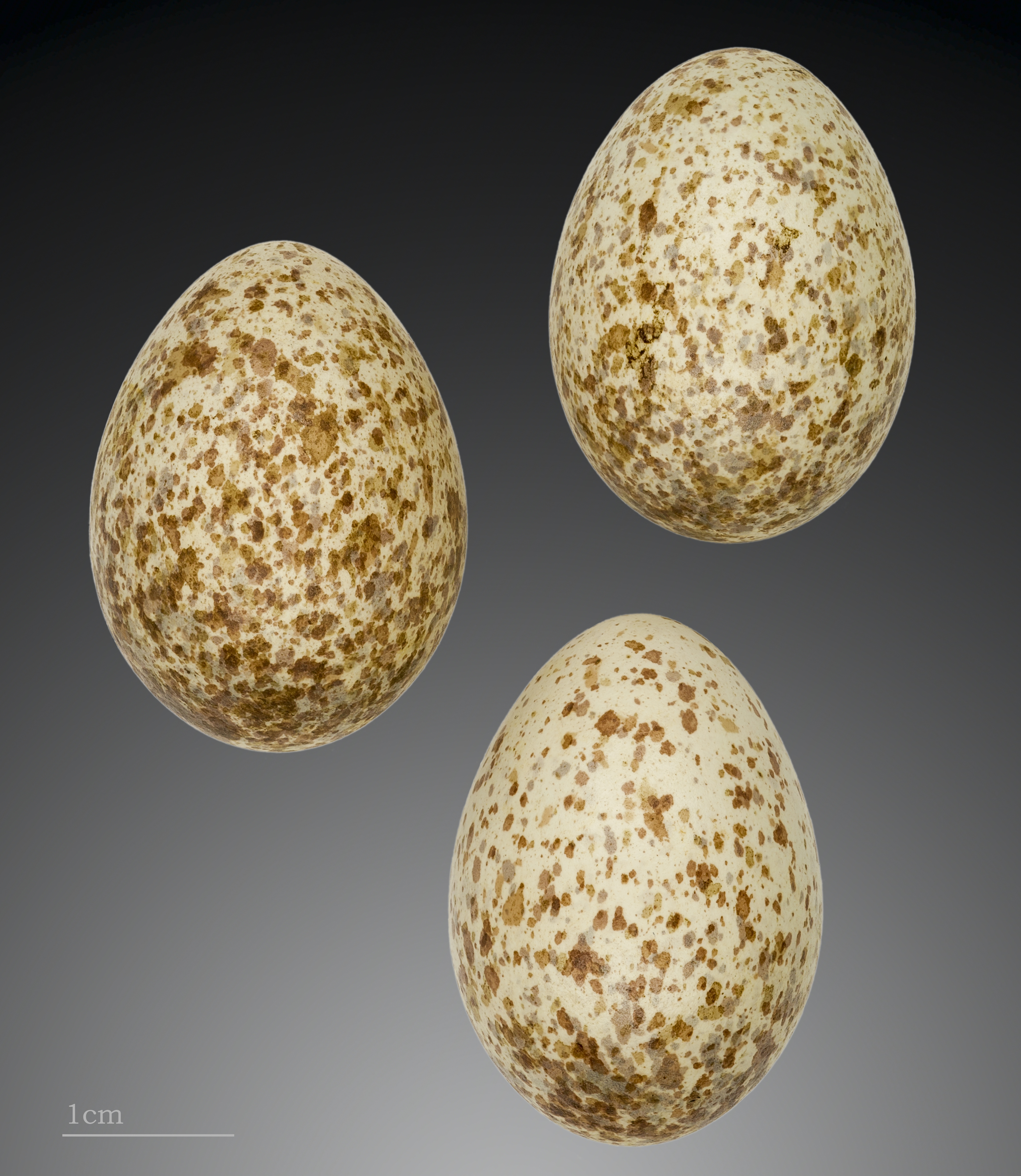
Jaja

BiotopTereny z pojedynczymi zadrzewieniami, skraje lasów, zarośla.
GniazdoNa drzewie lub krzewie, zazwyczaj na dość znacznej wysokości, zbudowane z gałązek i korzeni, wysłane puchem lub sierścią.
JajaW ciągu roku wyprowadza jeden lęg, składając w lutym–czerwcu 3–7 jaj.
WysiadywanieJaja wysiadywane są przez okres 15–16 dni głównie przez samicę. Pisklęta opuszczają gniazdo po 19–20 dniach.
PożywienieDrobne kręgowce i duże owady.

## Status
Od 2017 roku Międzynarodowa Unia Ochrony Przyrody (IUCN) uznaje dzierzbę śródziemnomorską za gatunek narażony na wyginięcie (VU, Vulnerable), gdyż liczebność populacji szybko spada. Wcześniej miał on status gatunku najmniejszej troski (LC, Least Concern).